# ۱-نیتروپیرن
۱-نیتروپیرن (به انگلیسی: 1-Nitropyrene) یک ترکیب شیمیایی با شناسه پاب‌کم ۲۱۶۹۴ است. 